# Schmiedberg (Buchbach)
Schmidberg ist ein Gemeindeteil des Marktes Buchbach im oberbayerischen Landkreis Mühldorf am Inn.

## Geografische Lage
Schmidberg liegt auf der Gemarkung Felizenzell im Gemeindegebiet des Marktes Buchbach in der Region Südostoberbayern im Alpenvorland inmitten des tertiären Hügellandes zwischen den Tälern der Vils im Norden und der Isen im Süden. Die Landeshauptstadt München ist rund 62 km entfernt.

## Geschichte
Die Einöde Schmidberg lag seit dem bayerischen Gemeindeedikt von 1818 in der Gemeinde Felizenzell und gehörte zur katholischen Pfarrei Buchbach. 1881 lebten dort acht Einwohner in 5 Gebäuden. Am 1. Januar 1972 wurde sie im Zuge der Gebietsreform in Bayern nach Buchbach eingegliedert. Im Mai 1987 gab es nur noch acht Einwohner in einem Wohngebäude.

## Denkmäler

Bildstockkapelle

Auf dem Schmiedberg steht eine in die Liste der Baudenkmäler eingetragene Bildstockkapelle mit einem Bild der Madonna und ihrem Kind. Aufgrund der Aufstellung an einer gefährlichen Kurve wurde die 1950 errichtete Kapelle schon wenige Jahre später von einem Lastwagen gerammt und musste neu errichtet werden. Früher hing dort ein viel größeres, schöneres altes Bild von der Madonna mit ihrem Kind.